# 笹目町
笹目町（ささめまち）は神奈川県鎌倉市鎌倉地域にある大字。佐助と長谷の間に位置する。丁番を持たない単独町名であり、住居表示実施済み区域。
笹目ケ谷、佐々目、佐々目ケ谷とも呼ばれていた。地名の由来は不詳だが、「ささ」「め」はともに狭い地を意味する。

## 歴史
吾妻鏡によると、寛元4年（1246年）閏4月2日、鎌倉幕府第4代執権北条経時が「佐々目山麓」に葬られたのが初見である。葬られた先は蓮華寺と考えられる（蓮華寺はその後移転し、光明寺となったとされる）。宝治元年（1247年）5月14日には、第5代将軍藤原頼嗣室で経時、時頼の妹である檜皮姫も葬られている。また、宝治2年（1248年）3月29日に「佐々目谷堂」で経時の三回忌が行われた。
永仁4年（1296年）2月23日付文書によると、経時の墓は「佐々目谷法花堂」と呼ばれ、別当職が経時の子「佐々目僧正頼助」から、伊具流北条有時の孫「有助阿闍梨」に譲られている。後に有助も「佐々目僧正」と称する。
佐々目ケ谷一帯は建長3年（1251年）2月10日、文永3年（1266年）正月25日、永仁5年（1297年）閏10月7日など、たびたび大火に見舞われている。
北条政子が夫である源頼朝の菩提を弔うため安養院を建立しているが、かつては佐々目ケ谷に創建された長楽寺で弔われていた。元弘元年（1333年）に兵火により焼失し、統合された。
鎌倉町では笹目ケ谷は雪ノ下の小字であった。昭和40年（1965年）2月1日の住居表示により、笹目町となる。

## 地価
住宅地の地価は、2022年（令和4年）7月1日の公示地価によれば、笹目町7-18の地点で32万8000円/m2となっている。

## 世帯数と人口
2023年（令和5年）9月1日現在（鎌倉市発表）の世帯数と人口は以下の通りである。
| 町丁   | 世帯数  | 人口  |
| ------ | ------- | ----- |
| 笹目町 | 358世帯 | 875人 |

### 人口の変遷
国勢調査による人口の推移。
| 年                 | 人口 |
| ------------------ | ---- |
| 1995年（平成7年）  | 610  |
| 2000年（平成12年） | 646  |
| 2005年（平成17年） | 799  |
| 2010年（平成22年） | 848  |
| 2015年（平成27年） | 869  |
| 2020年（令和2年）  | 864  |

### 世帯数の変遷
国勢調査による世帯数の推移。
| 年                 | 世帯数 |
| ------------------ | ------ |
| 1995年（平成7年）  | 232    |
| 2000年（平成12年） | 242    |
| 2005年（平成17年） | 292    |
| 2010年（平成22年） | 323    |
| 2015年（平成27年） | 349    |
| 2020年（令和2年）  | 358    |

## 学区
市立小・中学校に通う場合、学区は以下の通りとなる（2017年7月時点）。
| 番地 | 小学校             | 中学校             |
| ---- | ------------------ | ------------------ |
| 全域 | 鎌倉市立御成小学校 | 鎌倉市立御成中学校 |

## 事業所
2021年（令和3年）現在の経済センサス調査による事業所数と従業員数は以下の通りである。
| 町丁   | 事業所数 | 従業員数 |
| ------ | -------- | -------- |
| 笹目町 | 23事業所 | 101人    |

### 事業者数の変遷
経済センサスによる事業所数の推移。
| 年                 | 事業者数 |
| ------------------ | -------- |
| 2016年（平成28年） | 16       |
| 2021年（令和3年）  | 23       |

### 従業員数の変遷
経済センサスによる従業員数の推移。
| 年                 | 従業員数 |
| ------------------ | -------- |
| 2016年（平成28年） | 47       |
| 2021年（令和3年）  | 101      |

## 施設

### 寺社・旧跡
- 蓮華寺跡
- 長楽寺跡

### その他
- 鎌倉市立御成中学校

## その他

### 日本郵便
- 郵便番号 : 248-0015[3]（集配局 : 鎌倉郵便局[17]）。